# Chorisoneura inquinata
Chorisoneura inquinata är en kackerlacksart som beskrevs av Henri Saussure 1869. Chorisoneura inquinata ingår i släktet Chorisoneura och familjen småkackerlackor. Inga underarter finns listade i Catalogue of Life.